# Сан-Исидро (регбийный клуб)
Не следует путать с «Клуб Атлетико Сан-Исидро».
«Сан-Исидро Клуб» (исп. San Isidro Club) — аргентинский регбийный клуб из пригорода Буэнос-Айреса Булонь-Сюр-Мер. Команда выступает в столичном чемпионате — Торнео де ла УРБА. Помимо регбийной секции в клубе действуют команды по хоккею на траве, футболу и другим видам спорта.

## История
В 1935 году «Клуб Атлетико Сан-Исидро» провёл матч с командой «Росарио». После встречи соперники провели традиционную встречу в «Салон Куллен», куда могли попасть только мужчины. Во время ужина один из гостей пролил вино на свои брюки, которые он затем снял и продолжил есть. Другие регбисты, желая продемонстрировать солидарность, также сняли брюки и продолжили ужинать.
Этот факт стал известен одному из спортсменов КАСИ, который сообщил об этом руководству своего клуба. В результате одиннадцати игроков команды были отстранены от выступлений на период от года до двух. Данное наказание привело к тому, что команда проиграла большую часть матчей сезона и завершила сезон на шестом месте, в то время как «Росарио» стал чемпионом. В это время дисквалифицированные игроки провели несколько товарищеских матчей, назвав свой союз Abelleyra XV и выбрав для игры новую форму.
В конце года Хулио Урьен был переизбран президентом клуба, и наказанные регбисты решили создать свою полноценную команду. 14 декабря в «Кинта Пуэйрредон» прошло собрание, на котором было объявлено о создании нового клуба — «Сан-Исидро Клуб» (исп. San Isidro Club, SIC). «Кинта» была построена Хуаном Мартином де Пуэйрредоном в 1790 года как резиденция для отдыха, сейчас же в здании располагается музей. Владельцы «Кинты» сдали её в аренду регбистам на год. Цвета нового клуба были выбраны на том же собрании. Цветовая гамма «Сан-Исидро» — белый, голубой и чёрный — полностью повторяла палитру КАСИ. Острые противоречия между клубами имеют место и в наши дни.

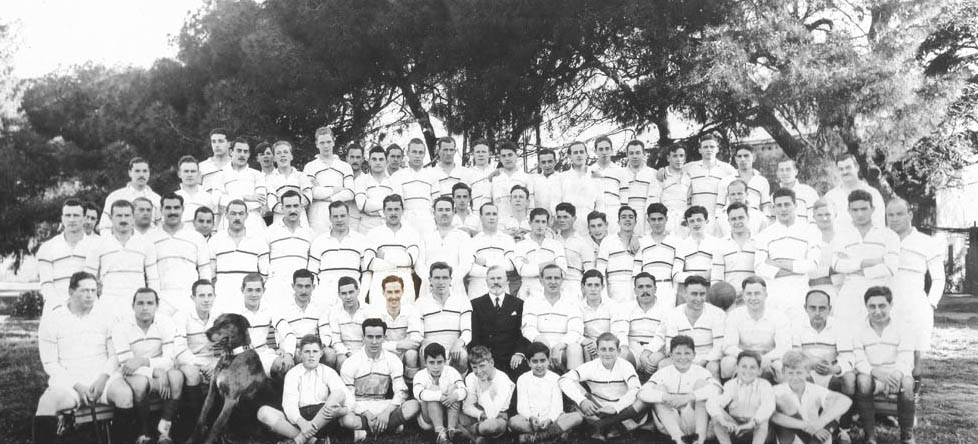
Фотография всех спортивных команд клуба, 1937 год

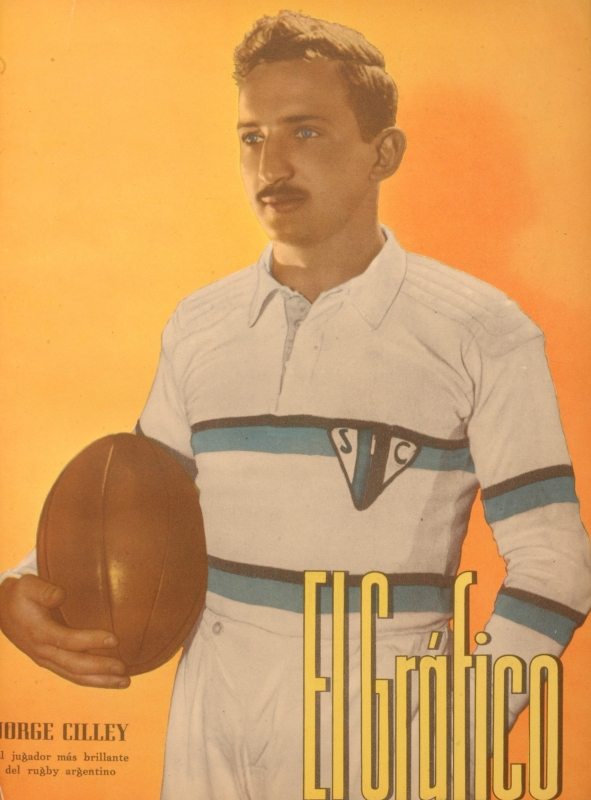
Хорхе Силлеи, чемпион 1939 года

В 1939 году клуб переехал в пригород Булонь, где строился новый стадион. Тогда же игроки «Сан-Исидро» завоевали свой первый титул, но уже в 1946 году команда выбыла из высшего дивизиона. Спустя год регбисты вернулись в высшую лигу и стали чемпионами в 1948 году. В течение всего турнира команда не потерпела ни одного поражения.
Следующая крупная победа пришла только в 1970 году. С тех пор клуб стал одним из самых титулованных в стране. Регбисты «Сан-Исидро» выступали в Великобритании (1972) и Южной Африке (1973). В восьмидесятых клубная коллекция трофеев обогатилась шестью чемпионскими титулами. 22 октября 1987 года команда добилась исторической ничьей со сборной Австралии (22:22). Достаточно громкой стала и победа над Фиджи в 1980 году (28:11).
В конце XX и начале XXI века команда стала победителем одиннадцати чемпионатов. Последним успехом такого уровня стала победа в Торнео де ла УРБА 2011 года. В финальном матче спортсмены «Сан-Исидро» обыграли соперников из «Алумни». Трофей стал 25 для команды.
Одним из самых известных представителей клуба является Эрнесто Гевара. Страдавший астмой Че покинул команду по настоянию родителей.

## Известные игроки

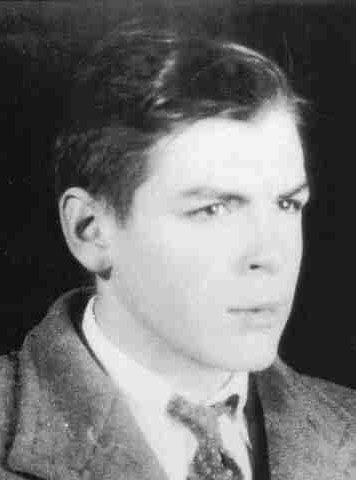
Эрнесто Че Гевара в молодости

| - Диего Альбанезе - Хуан Хосе Анхелильо - Томас де Ведья - Эрнесто Гевара - Алехо Коррал - Матиас Коррал - Алехандро Кранкс - Диего Куэста Силва - Альфредо Лаланне - Хуан Мануэль Легисамон | - Гонсало Лонго - Марсело Лоффреда - Бенхамин Мадеро - Рафаэль Мадеро - Роландо Мартин - Рамиро Мартинес Фругони - Федерико Серра Мирас - Хорхе Силлеи - Хосе Силлеи - Мартин Шустерман |

## Достижения

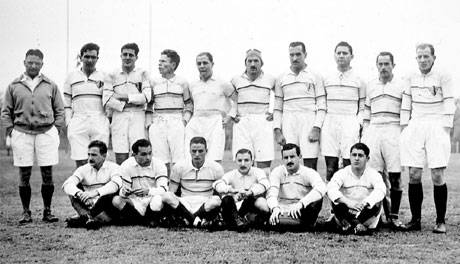
Чемпионы 1939 года

Регби
- Насьональ де Клубес:

1993, 1994, 2006, 2008 (4)
- Торнео де ла УРБА:

1939, 1941, 1948, 1970, 1971, 1972, 1973, 1977, 1978, 1979, 1980, 1983, 1984,
1986, 1987, 1988, 1993, 1994, 1997, 1999, 2002, 2003, 2004, 2010, 2011 (25)